# یواس‌اس باتینو (ای‌پی‌ای-۲۳۵)
یواس‌اس باتینو (ای‌پی‌ای-۲۳۵) (به انگلیسی: USS Bottineau (APA-235)) یک کشتی بود که طول آن ۴۵۵ فوت (۱۳۹ متر) بود. این کشتی در سال ۱۹۴۴ ساخته شد.